# Hugo Lepe
Hugo Lepe Gajardo (Santiago, 1934. május 8. – Santiago, 1991. július 4.) chilei válogatott labdarúgó.
A chilei válogatott tagjaként részt vett az 1962-es világbajnokságon.

## Sikerei, díjai
Universidad de Chile
- Chilei bajnok (1): 1959

Colo-Colo
- Chilei bajnok (1): 1963

Chile
- Világbajnoki bronzérmes (1): 1962